# Гвардейское (Первомайский район)
Гварде́йское  (до 1945 года Акчора́; укр. Гвардійське, крымскотат. Aqçora, Акъчора) — село в Первомайском районе Республики Крым, центр Гвардейского сельского поселения (согласно административно-территориальному делению Украины — Гвардейского сельского совета Автономной Республики Крым).

## Население
| 2001 | 2014 |
| ---- | ---- |
| 1144 | ↘772 |

Всеукраинская перепись 2001 года показала следующее распределение по носителям языка
| Язык             | Процент |
| ---------------- | ------- |
| русский          | 56.91   |
| крымскотатарский | 26.4    |
| украинский       | 14.77   |
| другие           | 0.18    |

### Динамика численности
| - 1805 год — 185 чел. - 1864 год — 80 чел. - 1889 год — 133 чел. - 1900 год — 181 чел. - 1915 год — 51/229 чел. | - 1926 год — 297 чел. - 1974 год — 1130 чел. - 2001 год — 1144 чел. - 2009 год — 1042 чел. - 2014 год — 772 чел. |

## Современное состояние
На 2016 год в Гвардейском числится 12 улиц и 1 переулок; на 2009 год, по данным сельсовета, село занимало площадь 94,5 гектара, на которой в 287 дворах проживало более 1 тысячи человек. В селе действуют средняя общеобразовательная школа, детский сад «Солнышко», Дом культуры, сельская библиотека-филиал № 5, отделение почты, амбулатория общей практики — семейной медицины, православный храм Анастасии Узорешительницы Джанкойской епархии, мечеть с воскресной школой при ней.

## География
Гвардейское — село на востоке района, в центральной части степного Крыма, у границы с Красногвардейским районом, высота центра села над уровнем моря — 56 м. Ближайшие сёла — Еленовка в 5 км на восток, и Братское в 2,5 км на запад. Расстояние до райцентра — около 27 километров (по шоссе), ближайшая железнодорожная станция — Урожайная на линии Солёное Озеро — Севастополь — примерно 35 километров. Транспортное сообщение осуществляется по региональной автодороге 35Н-417 от шоссе Красноперекопск — Симферополь до Александровки (по украинской классификации — С-0-11033).

## История
В центральной части Крыма издавна существовало крымско-татарское поселение, состоявшее из нескольких лежащих поодаль участков, но каким-то, не зафиксированным в дошедших до нас документах, образом объединённых административно под общим названием Каракчора. Впервые оно было зафиксировано в Камеральном Описании Крыма… 1784 года как деревня Самарчик кадылыка Перекопского каймаканства Найман Каракчора. После присоединения Крыма к России (8) 19 апреля 1783 года, (8) 19 февраля 1784 года, именным указом Екатерины II сенату, на территории бывшего Крымского Ханства была образована Таврическая область и деревня была приписана к Перекопскому уезду. После Павловских реформ, с 1796 по 1802 год, входила в Акмечетский уезд Новороссийской губернии. По новому административному делению, после создания 8 (20) октября 1802 года Таврической губернии, Каракчора была включена в состав Бозгозской волости Перекопского уезда.
По Ведомости о всех селениях в Перекопском уезде состоящих с показанием в которой волости сколько числом дворов и душ… от 21 октября 1805 года впервые выделяется отдельная деревня Каракчора, в которой числилось 16 дворов и 185 жителей, крымских татар. На военно-топографической карте генерал-майора Мухина 1817 года обозначена пока ещё одна деревня Каракчура с 35 дворами. После реформы волостного деления 1829 года Эльгери Каракчору, согласно «Ведомости о казённых волостях Таврической губернии 1829 года», отнесли к Эльвигазанской волости. На карте 1836 года в деревне Акчора (Ильгеры Каракчера) 24 двора, как и на карте 1842 года.
В 1860-х годах, после земской реформы Александра II, деревню приписали к Ишуньской волости того же уезда. Выехали ли крымские татары из деревни в ходе эмиграции, особенно массовой после Крымской войны 1853—1856 годов, в Турцию — неизвестно, но уже в «Списке населённых мест Таврической губернии по сведениям 1864 года», составленном по результатам VIII ревизии 1864 года, фигурирует Акчора (или Эльгеры-Каракчора) — владельческая русская деревня с 10 дворами и 80 жителями при колодцах. По обследованиям профессора А. Н. Козловского 1867 года, вода в колодцах деревни была пресная но «весьма глубокая» глубина колодцев колебалась от 25 до 30 саженей и более (53—64 м). На трёхверстовой карте Шуберта 1865 года обозначена просто Акчора, или Ильгеры-Карокчора, без указания числа дворов, а на карте с корректурой 1876 года значатся Акчора, или Ильгеры-Карокчора с 10 дворами и экономия Скирманти. Согласно же изданию «Города и сёла Украины», селение было основано батраками местного помещика, отставного штабс-капитана Михаила Скирмунта, которому принадлежали окрестные земли, в 1872 году (было построено 5 жилых домов). Михаил Скирмунт умер в 1884 году, был похоронен на местном кладбище, где ещё сохранилась надгробие. После Михаила поместье до 1917 года принадлежало его родственникам — Елизавете Фёдоровне, Елизавете Константиновне и Сергею Аполлоновичу Скирмунтам. В «Памятной книге Таврической губернии 1889 года» по результатам Х ревизии 1887 года записана Ак-Чора, с 23 дворами и 133 жителями.
После земской реформы 1890 года деревню отнесли к Александровской волости, но в «…Памятной книжке Таврической губернии на 1892 год» она не записана. В 1899 году была открыта школа. По «…Памятной книжке Таврической губернии на 1900 год» в деревне числился 181 житель в 22 дворах, которые арендовали 3918 десятин земли у наследников Скирмундта. В 1912 году в деревне велось строительство медресе и общежития при нём. По Статистическому справочнику Таврической губернии. Ч.II-я. Статистический очерк, выпуск пятый Перекопский уезд, 1915 год, в деревне Акчора Александровской волости Перекопского уезда числилось 34 двора (30 дворов с землёй, 2 — безземельные) с русским населением в количестве 28 человек приписных жителей и 219 — «посторонних», из которых 128 мужчин и 110 женщин. Жители владели 1100 десятинами удобной земли. В хозяйствах имелось 209 лошадей, 10 волов, 102 коровы и 109 голов мелкого скота. На одноимённом хуторе Штоля — 5 дворов с немецким населением, 23 приписных и 10 «посторонних».
После установления в Крыму Советской власти и учреждения 18 октября 1921 года Крымской АССР, в составе Джанкойского уезда был образован Курманский район, в состав которого включили село. В 1922 году уезды получили название округов. 11 октября 1923 года, согласно постановлению ВЦИК, в административное деление Крымской АССР были внесены изменения, в результате которых был ликвидирован Курманский район и село включили в состав Джанкойского. Согласно Списку населённых пунктов Крымской АССР по Всесоюзной переписи 17 декабря 1926 года, в селе Акчора (русская), центре Акчоринского (русского) сельсовета Джанкойского района, числилось 70 дворов, из них 68 крестьянских, население составляло 297 человек. В национальном отношении учтено: 293 русских, 3 немца, 1 еврей, действовала русская школа. В 1929 году было организовано коллективное объединение по совместной обработке земли (СОЗ), «Красный маяк», в 1931 году переименованное в колхоз «Восьмое марта», с 1935 года — «Интернационал», с 1936 года «Стаханов», «Вторая пятилетка» — в 1939 году, с 1966 года — колхоз «Прогресс» (впоследствии СПК с тем же названием). Постановлением ВЦИК РСФСР от 30 октября 1930 года был создан Фрайдорфский еврейский национальный район (переименованный указом Президиума Верховного Совета РСФСР № 621/6 от 14 декабря 1944 года в Новосёловский) (по другим данным 15 сентября 1931 года) и село включили в его состав, а после разукрупнения в 1935-м и образования также еврейского национального Лариндорфского (с 1944 — Первомайский), село переподчинили новому району.
В годы Великой Отечественной войны, во время освобождения Крыма, в апреле 1944 года, в окрестностях села погибло 12 советских воинов, захороненных в братской могиле на которой в 1948 году был установлен памятник из оштукатуренного камня в виде увенчанной звездой шестиступенчатой пирамиды. В 1980 году памятник заменен на современный, состоящий из горизонтальной стелы с барельефной композицией из шести атакующих воинов на лицевой стороне. Постановлением Совета министров Республики Крым № 627 от 20 декабря 2016 года памятник отнесён к категории объектов культурно-исторического наследия России регионального значения.
На фронтах Великой Отечественной войны воевали 69 жителей села, из них 53 погибли, 27 — награждены орденами и медалями.
После освобождения Крыма от фашистов, указом Президиума Верховного Совета РСФСР от 21 августа 1945 года Акчора была переименована в Гвардейское и Акчоринский сельсовет — в Гвардейский. С 25 июня 1946 года Гвардейское в составе Крымской области РСФСР, а 26 апреля 1954 года Крымская область была передана из состава РСФСР в состав УССР. Указом Президиума Верховного Совета УССР «Об укрупнении сельских районов Крымской области», от 30 декабря 1962 года был упразднён Первомайский район и село присоединили к Красногвардейскому. 8 декабря 1966 года был восстановлен Первомайский район и село вернули в его состав. Время упразднения сельсовета и включения в Октябрьский пока не установлено: на 15 июня 1960 года ещё существовал Гвардейский, а на 1 января 1968 года село числилось в Октябрьском. С 1 января по 1 июня 1968 года Гвардейский сельсовет был восстановлен. С 12 февраля 1991 года село в восстановленной Крымской АССР, 26 февраля 1992 года переименованной в Автономную Республику Крым. С 21 марта 2014 года в составе Крыма аннексировано Россией.

## Уроженцы
- Дмитрий Александрович Быстролётов (1901—1975) — советский разведчик[18].